# 帕頓 (密蘇里州)
帕頓（英語：Patton）是位於美國密蘇里州波林格縣的非建制地區。

## 歷史
帕頓的郵局自1849年營運至今。

## 地理
帕頓所處的海拔為高於海平面189米（即620英呎），而該地所採用的時區為UTC-6，即北美中部時區（CST）。同時該地設有夏令時間，為UTC-6調快一小時，即UTC-5（CDT）。